# Liste des films produits par DreamWorks SKG
 (février 2024).
DreamWorks Pictures produit son premier long-métrage avec Le Pacificateur en 1997, avec George Clooney et Nicole Kidman,.
DreamWorks produit les films de Steven Spielberg (co-créateur de DreamWorks), en premier avec Amistad, en 1997 et plus récemment avec Pentagon Papers  en 2017.
La société de Steven Spielberg produira par la suite, des films d'animation, en créant DreamWorks Animation et en collaboration avec PDI, pour concurrencer avec Disney, en faisant des films en image de synthèse avec le film Fourmiz en 1998,, en passant par l'animation traditionnelle avec Le Prince d'Egypte, la même année,.
DreamWorks Animation a également produit des films du studio Aardman Animations, dont Chicken Run pour citer le plus connu,.
DreamWorks a créé plusieurs franchises comme la saga Dragons, Shrek, Kung Fu Panda, Les Bad Guys.
DreamWorks a fait d'autres collaborations avec les studios dans leurs productions comme Paramount, Universal, la Fox ou encore Touchstone.

## Liste des films par décennies
Note : Les films sont dans l'ordre respectif en sortie américaine.

### Légende
- Aardman : Aardman Animations
- DWP : DreamWorks Pictures
- DWA : DreamWorks Animation
- PDI : Pacific Data Images

### Années 1990

#### 1997
| Titre français  | Titre original | Réalisateur      | Sociétés DreamWorks | Autres sociétés de production |
| --------------- | -------------- | ---------------- | ------------------- | ----------------------------- |
| Le Pacificateur | The Peacemaker | Mimi Leder       | DWP                 | Aucune                        |
| Amistad         | Amistad        | Steven Spielberg | DWP                 | HBO Films                     |
| La Souris       | MouseHunt      | Gore Verbinski   | DWP                 | Aucune                        |

#### 1998
| Titre français                        | Titre original      | Réalisateur                              | Sociétés DreamWorks | Autres sociétés de production                                                      |
| ------------------------------------- | ------------------- | ---------------------------------------- | ------------------- | ---------------------------------------------------------------------------------- |
| Paulie, le perroquet qui parlait trop | Paulie              | John Roberts                             | DWP                 | H2L Media Group Mutual Film Company                                                |
| [[Deep Impact (film)\|Deep Impact]]   | Deep Impact         | Mimi Leder                               | DWP                 | Amblin Entertainment Manhattan Project Zanuck/Brown Productions Paramount Pictures |
| Small Soldiers                        | Small Soldiers      | Joe Dante                                | DWP                 | Amblin Entertainment Universal Pictures                                            |
| Il faut sauver le soldat Ryan         | Saving Private Ryan | Steven Spielberg                         | DWP                 | Amblin Entertainment H2L Media Group Mutual Film Company Paramount Pictures        |
| Fourmiz                               | Antz                | Eric Darnell Tim Johnson                 | DWA / DWP / PDI     | DreamWorks Animation Pacific Data Images                                           |
| Le Prince d'Égypte                    | The Prince of Egypt | Brenda Chapman Steve Hickner Simon Wells | DWA / DWP           | DreamWorks Animation                                                               |

#### 1999
| Titre français       | Titre original   | Réalisateur    | Sociétés DreamWorks | Autres sociétés de production |
| -------------------- | ---------------- | -------------- | ------------------- | ----------------------------- |
| Prémonitions         | In Dreams        | Neil Jordan    | DWP                 | Amblin Entertainment          |
| Un vent de folie     | Forces of Nature | Bronwen Hughes | DWP                 | Roth-Arnold Productions       |
| Destinataire inconnu | The Love Letter  | Peter Chan     | DWP                 | Sanford/Pillsbury Productions |
| Hantise              | The Haunting     | Jan de Bont    | DWP                 | Roth-Arnold Productions       |
| American Beauty      | American Beauty  | Sam Mendes     | DWP                 | Jinks/Cohen Company           |
| Galaxy Quest         | Galaxy Quest     | Dean Parisot   | DWP                 | Gran Via Productions          |

### Années 2000

#### 2000
| Titre français             | Titre original             | Réalisateur            | Sociétés DreamWorks | Autres sociétés de production                                                                |
| -------------------------- | -------------------------- | ---------------------- | ------------------- | -------------------------------------------------------------------------------------------- |
| La Route d'Eldorado        | The Road to El Dorado      | Don Paul Eric Bergeron | DWA / DWP           | DreamWorks Animation                                                                         |
| Gladiator                  | Gladiator                  | Ridley Scott           | DWP                 | Mill Film C & L Dawliz Scott Free Productions Universal Pictures                             |
| Road Trip                  | Road Trip                  | Todd Phillips          | DWP                 | The Montecito Picture Company                                                                |
| Escrocs mais pas trop      | Small Time Crooks          | Woody Allen            | DWP                 | Magnolia Productions Sweetland Films                                                         |
| Chicken Run                | Chicken Run                | Peter Lord Nick Park   | DWA / Aardman / DWP | DreamWorks Animation Aardman Animations Pathé                                                |
| Apparences                 | What Lies Beneath          | Robert Zemeckis        | DWP                 | 20th Century Fox ImageMovers                                                                 |
| Presque célèbre            | Almost Famous              | Cameron Crowe          | DWP                 | Vinyl Films Columbia Pictures                                                                |
| Mon beau-père et moi       | Meet the Parents           | Jay Roach              | DWP                 | Nancy Tenenbaum Films Tribeca Productions Universal Pictures                                 |
| Manipulations              | The Contender              | Rod Lurie              | DWP                 | Battlefield Battleground Productions Cinecontender Cinerenta Medienbeteiligungs KG SE8 Group |
| La Légende de Bagger Vance | The Legend of Bagger Vance | Robert Redford         | DWP                 | Wildwood Enterprises Twentieth Century Fox Allied Filmmakers Epsilon Motion Pictures         |
| Seul au monde              | Cast Away                  | Robert Zemeckis        | DWP                 | ImageMovers Playtone Twentieth Century Fox                                                   |
| Pile poil                  | An Everlasting Piece       | Barry Levinson         | DWP                 | Baltimore Spring Creek Productions Bayahibe Films Ltd                                        |

#### 2001
| Titre français                   | Titre original                 | Réalisateur                 | Sociétés DreamWorks | Autres sociétés de production                                                                                 |
| -------------------------------- | ------------------------------ | --------------------------- | ------------------- | --- |
| Le Mexicain                      | The Mexican                    | Gore Verbinski              | DWP                 | Lawrence Bender Productions Pistolero Productions LLC Newmarket Capital Group Estudios Churubusco Azteca S.A. |
| Shrek                            |                                | Andrew Adamson Vicky Jenson | DWA / DWP / PDI     | DreamWorks Animation Pacific Data Images                                                                      |
| Évolution                        | Evolution                      | Ivan Reitman                | DWP                 | The Montecito Picture Company Columbia Pictures                                                               |
| A.I. Intelligence artificielle   | A.I. Artificial Intelligence   | Steven Spielberg            | DWP                 | Amblin Entertainment Warner Bros. Stanley Kubrick Productions                                                 |
| Le Sortilège du scorpion de jade | The Curse of the Jade Scorpion | Woody Allen                 | DWP                 | Gravier Productions VCL Communications                                                                        |
| Le Dernier Château               | The Last Castle                | Rod Lurie                   | DWP                 | Robert Lawrence Productions                                                                                   |
| Un homme d'exception             | A Beautiful Mind               | Ron Howard                  | DWP                 | Imagine Entertainment Universal Pictures                                                                      |

#### 2002
| Titre français                 | Titre original                   | Réalisateur             | Sociétés DreamWorks | Autres sociétés de production |
| ------------------------------ | -------------------------------- | ----------------------- | ------------------- | --- |
| Le Machine à explorer le temps | The Time Machine                 | Simon Wells             | DWP                 | Warner Bros |
| Hollywood Ending               | Hollywood Ending                 | Woody Allen             | DWP                 | Gravier Productions |
| Spirit, l'étalon des plaines   | Spirit: Stallion of the Cimarron | Kelly Asbury Lorna Cook | DWA / DWP           | DreamWorks Animation |
| Minority Report                | Minority Report                  | Steven Spielberg        | DWP                 | 20th Century Fox Amblin Entertainment Blue Tulip Productions Cruise/Wagner Productions Ronald Shusett/Gary Goldman                           |
| Les Sentiers de la perdition   | Road to Perdition                | Sam Mendes              | DWP                 | 20th Century Fox The Zanuck Company |
| Le Smoking                     | The Tuxedo                       | Kevin Donovan           | DWP                 | Amblin Entertainment Blue Train Productions Parkes/MacDonald Productions Vanguard Films                                                      |
| Le Cercle                      | The Ring                         | Gore Verbinski          | DWP                 | Amblin Entertainment BenderSpink Kuzui Entreprises Parkes/MacDonald Productions Tōhō                                                         |
| Arrête-moi si tu peux          | Catch Me If You Can              | Steven Spielberg        | DWP                 | Amblin Entertainment Kemp Company The Kennedy/Marshall Company Muse Entertainment Enterprises Parkes/MacDonald Productions Splendid Pictures |

#### 2003
| Titre français                         | Titre original                   | Réalisateur                 | Sociétés DreamWorks | Autres sociétés de production |
| -------------------------------------- | -------------------------------- | --------------------------- | ------------------- | --- |
| Biker Boyz                             | Biker Boyz                       | Reggie Rock Bythewood (en)  | DWP                 | 3 Arts Entertainment |
| Retour à la fac                        | Old School                       | Todd Phillips               | DWP                 | The Montecito Picture Company |
| Président par accident                 | Head of State                    | Chris Rock                  | DWP                 | 3 Arts Entertainment |
| Sinbad : La Légende des sept mers      | Sinbad: Legend of the Seven Seas | Patrick Gilmore Tim Johnson | DWA / DWP           | DreamWorks Animation |
| Pur Sang, la légende de Seabiscuit     | Seabiscuit                       | Gary Ross                   | DWP                 | The Kennedy/Marshall Company Larger Than Life Productions Spyglass Entertainment Universal Pictures                                     |
| Anything else, la vie et tout le reste | Anything Else                    | Woody Allen                 | DWP                 | Canal+ Granada Film Productions Gravier Productions Perdido Productions                                                                 |
| Le Chat chapeauté                      | The Cat in the Hat               | Bo Welch                    | DWP                 | Imagine Entertainment Universal Pictures                                                                                                |
| House of Sand and Fog                  | House of Sand and Fog            | Vadim Perelman              | DWP                 | Bisgrove Entertainment Cobalt Media Group Miramax                                                                                       |
| Paycheck                               | Paycheck                         | John Woo                    | DWP                 | Davis Entertainment Lion Rock Productions Paramount Pictures Province of British Columbia Film Incentive BC Solomon/Hackett Productions |

#### 2004
| Titre français                                      | Titre original                                  | Réalisateur                               | Sociétés DreamWorks | Autres sociétés de production |
| --------------------------------------------------- | ----------------------------------------------- | ----------------------------------------- | ------------------- | --- |
| Rendez-vous avec une star                           | Win a Date with Tad Hamilton!                   | Robert Luketic                            | DWP                 | The Lot Red Wagon Entertainment |
| Eurotrip / Sex Trip                                 | Eurotrip                                        | Jeff Schaffer                             | DWP                 | Blue Sea Productions The Montecito Picture Company                                                                                                   |
| Envy / L'envie                                      | Envy                                            | Barry Levinson                            | DWP                 | Baltimore Spring Creek Productions Castle Rock Entertainment Columbia Pictures Millennium Films NPV Entertainment Nu Image Village Roadshow Pictures |
| Shrek 2                                             |                                                 | Andrew Adamson Kelly Asbury Conrad Vernon | DWA / DWP / PDI     | DreamWorks Animation Pacific Data Images |
| Et l'homme créa la femme                            | The Stepford Wives                              | Frank Oz                                  | DWP                 | De Line Pictures Paramount Pictures Scott Rudin Productions                                                                                          |
| Le Terminal                                         | The Terminal                                    | Steven Spielberg                          | DWP                 | Amblin Entertainment Parkes/MacDonald Productions |
| Présentateur vedette : La Légende de Ron Burgundy   | Anchorman: The Legend of Ron Burgundy           | Adam McKay                                | DWP                 | Apatow Productions Herzog-Cowen Entertainment |
| Collatéral                                          | Collateral                                      | Michael Mann                              | DWP                 | Edge City Paramount Pictures Parkes/MacDonald Productions                                                                                            |
| Gang de requins                                     | Shark Tale                                      | Rob Letterman Vicky Jenson Bibo Bergeron  | DWA / DWP           | DreamWorks Animation |
| Famille à louer                                     | Surviving Christmas                             | Mike Mitchell                             | DWP                 | LivePlanet Tall Trees Productions |
| Les Désastreuses Aventures des orphelins Baudelaire | Lemony Snicket's A Series of Unfortunate Events | Brad Silberling                           | DWP                 | Kumar Mobiliengesellschaft mbH Nickelodeon Movies Paramount Pictures Parkes/MacDonald Productions Scott Rudin Productions                            |
| Mon beau-père, mes parents et moi                   | Meet the Fockers                                | Jay Roach                                 | DWP                 | Everyman Pictures Tribeca Productions Universal Pictures                                                                                             |

#### 2005
| Titre français                                | Titre original                                 | Réalisateur              | Sociétés DreamWorks | Autres sociétés de production |
| --------------------------------------------- | ---------------------------------------------- | ------------------------ | ------------------- | --- |
| Le Cercle - The Ring 2                        | The Ring Two                                   | Hideo Nakata             | DWP                 | BenderSpink Parkes/MacDonald Productions |
| Madagascar                                    |                                                | Eric Darnell Tom McGrath | DWA / DWP / PDI     | DreamWorks Animation Pacific Data Images |
| La Guerre des mondes                          | War of the Worlds                              | Steven Spielberg         | DWP                 | Amblin Entertainment Cruise/Wagner Productions Paramount Pictures                                                                              |
| The Island                                    | The Island                                     | Michael Bay              | DWP                 | Amblin Entertainment K/O Paper Products Parkes/MacDonald Productions Warner Bros.                                                              |
| Red Eye : Sous haute pression                 | Red Eye                                        | Wes Craven               | DWP                 | BenderSpink |
| Et si c'était vrai...                         | Just Like Heaven                               | Mark Waters              | DWP                 | Amblin Entertainment MacDonald/Parkes Productions The Kennedy/Marshall Company                                                                 |
| Wallace et Gromit : Le Mystère du lapin-garou | Wallace & Gromit: The Curse of the Were-Rabbit | Nick Park Steve Box      | DWA / Aardman / DWP | DreamWorks Animation Aardman Animations |
| The Prize Winner of Defiance, Ohio            | The Prize Winner of Defiance, Ohio             | Jane Anderson            | DWP                 | ImageMovers Revolution Erie Productions Ltd.                                                                                                   |
| Dreamer : Inspiré d'une histoire vraie        | Dreamer: Inspired by a True Story              | John Gatins              | DWP                 | Brass Hat Films Epsilon Motion Pictures Hyde Park Entertainment S.K.G. Productions Tollin/Robbins Productions                                  |
| Mémoires d'une geisha                         | Memoirs of a Geisha                            | Rob Marshall             | DWP                 | Amblin Entertainment Columbia Pictures Miramax Red Wagon Entertainment Spyglass Entertainment United Performers' Studio                        |
| Munich                                        | Munich                                         | Steven Spielberg         | DWP                 | Amblin Entertainment Barry Mendel Productions The Kennedy/Marshall Company Universal Pictures Alliance Atlantis Communications Peninsula Films |
| Match Point                                   | Match Point                                    | Woody Allen              | DWP                 | Jada Productions Kudu Films BBC Film Thema Production                                                                                          |

#### 2006
| Titre français                     | Titre original                                                             | Réalisateur    | Sociétés DreamWorks | Autres sociétés de production |
| ---------------------------------- | -------------------------------------------------------------------------- | -------------- | ------------------- | --- |
| She's the Man                      | She's the Man                                                              | Andy Fickman   | DWP                 | Donners' Company Lakeshore Entertainment |
| Last Kiss                          | The Last Kiss                                                              | Tony Goldwyn   | DWP                 | Lakeshore Entertainment Mel's Cite du Cinema |
| Mémoires de nos pères              | Flags of our Fathers                                                       | Clint Eastwood | DWP                 | Amblin Entertainment Malpaso Productions Warner Bros. |
| Dreamgirls                         | Dreamgirls                                                                 | Bill Condon    | DWP                 | Laurence Mark Productions Paramount Pictures |
| Lettres d'Iwo Jima                 | Letters from Iwo Jima                                                      | Clint Eastwood | DWP                 | Amblin Entertainment Malpaso Productions Warner Bros. |
| Le Parfum, histoire d'un meurtrier | Das Parfum : Die Geschichte eines Mörders Perfume: The Story of a Murderer | Tom Tykwer     | DWP                 | Bernd Eichinger Productions VIP 4 Medienfonds Constantin Film Nouvelles Éditions de Films (NEF) Filmax Antena 3 Films Castelao Producciones Summit Entertainment Rising Star |

#### 2007
| Titre français                                       | Titre original                                 | Réalisateur             | Sociétés DreamWorks | Autres sociétés de production |
| ---------------------------------------------------- | ---------------------------------------------- | ----------------------- | ------------------- | --- |
| Norbit                                               | Norbit                                         | Brian Robbins           | DWP                 | Davis Entertainment Tollin/Robbins Productions |
| Les Rois du patin                                    | Blades of Glory                                | Josh Gordon Will Speck  | DWP                 | Red Hour Films Smart Entertainment |
| Paranoïak                                            | Disturbia                                      | D. J. Caruso            | DWP                 | Cold Spring Pictures Digital Image Associates The Montecito Picture Company |
| Transformers                                         | Transformers                                   | Michael Bay             | DWP                 | Angry Films Di Bonaventura Pictures Kurtzman/Orci Prime Directive SprocketHeads Tom DeSanto/Don Murphy Production Thinkfilm Hasbro Paramount Pictures                                          |
| Les Femmes de ses rêves                              | The Heartbreak Kid                             | Peter et Bobby Farrelly | DWP                 | Conundrum Entertainment Davis Entertainment Radar Pictures |
| Nos souvenirs brûlés                                 | Things We Lost in the Fire                     | Susanne Bier            | DWP                 | Neal Street Productions |
| Les Chefs-volants de Kaboul                          | The Kite Runner                                | Marc Forster            | DWP                 | Kite Runner Holdings Parkes/MacDonald Image Nation Sidney Kimmel Entertainment Participant Productions China Film Co-Production Corporation Beijing Happy Pictures Cultural Communications Co. |
| Sweeney Todd : Le Diabolique Barbier de Fleet Street | Sweeney Todd: The Demon Barber of Fleet Street | Tim Burton              | DWP                 | Dombey Street Productions Parkes/MacDonald Image Nation Warner Bros. The Zanuck Company |

#### 2008
| Titre français              | Titre original     | Réalisateur  | Sociétés DreamWorks | Autres sociétés de production                                                  |
| --------------------------- | ------------------ | ------------ | ------------------- | ------------------------------------------------------------------------------ |
| Les Ruines                  | The Ruins          | Carter Smith | DWP                 | Internationale Filmproduktion Prometheus Red Hour Films Spyglass Entertainment |
| Tonnerre sous les tropiques | Tropic Thunder     | Ben Stiller  | DWP                 | Goldcrest Pictures Red Hour Films                                              |
| La Ville fantôme            | Ghost Town         | David Koepp  | DWP                 | Pariah Spyglass Entertainment                                                  |
| L'Œil du mal                | Eagle Eye          | D. J. Caruso | DWP                 | Goldcrest Pictures K/O Paper Products KMP Film Invest                          |
| Les Noces rebelles          | Revolutionary Road | Sam Mendes   | DWP                 | BBC Film Evamere Entertainment Goldcrest Pictures Neal Street Productions      |

#### 2009
| Titre français               | Titre original                      | Réalisateur                | Sociétés DreamWorks | Autres sociétés de production                                                                                                  |
| ---------------------------- | ----------------------------------- | -------------------------- | ------------------- | --- |
| Palace pour chiens           | Hotel for Dogs                      | Thor Freudenthal           | DWP                 | Cold Spring Pictures Donners' Company The Montecito Picture Company Nickelodeon Movies MavroCine Pictures GmbH & Co. KG        |
| Les Intrus                   | The Uninvited                       | Charles Guard Thomas Guard | DWP                 | Cold Spring Pictures The Montecito Picture Company Parkes/MacDonald Image Nation Vertigo Entertainment Medien 5 Filmproduktion |
| I Love You, Man              | I Love You, Man                     | John Hamburg               | DWP                 | Bernard Gayle Productions De Line Pictures The Montecito Picture Company                                                       |
| Le Soliste                   | The Soloist                         | Joe Wright                 | DWP                 | Krasnoff Foster Productions Participant Media Studiocanal Universal Pictures Working Title Films                               |
| Transformers 2 : La Revanche | Transformers: Revenge of the Fallen | Michael Bay                | DWP                 | Di Bonaventura Pictures Hasbro Paramount Pictures Tom DeSanto/Don Murphy Production                                            |
| Road Trip: Beer Pong         | Road Trip: Beer Pong                | Steve Rash                 | DWP                 | Paramount Famous Productions                                                                                                   |
| Paranormal Activity          | Paranormal Activity                 | Oren Peli                  | DWP                 | Blumhouse Productions Paramount Pictures Solana Films                                                                          |
| In the Air                   | Up in The Air                       | Jason Reitman              | DWP                 | Cold Spring Pictures The Montecito Picture Company Paramount Pictures Rickshaw Productions Right of Way Films                  |
| Lovely Bones                 | The Lovely Bones                    | Peter Jackson              | DWP                 | Paramount Pictures Film4 WingNut Films                                                                                         |

### Années 2010

#### 2010
| Titre français        | Titre original         | Réalisateur          | Sociétés DreamWorks | Autres sociétés de production                                                                                                |
| --------------------- | ---------------------- | -------------------- | ------------------- | --- |
| Trop belle !          | She's Out of My League | Jim Field Smith (en) | DWP                 | Paramount Pictures Mosaic |
| The Dinner            | Dinner for Schmucks    | Jay Roach            | DWP                 | Everyman Pictures Gaumont Paramount Pictures Parkes/MacDonald Image Nation Reliance Big Entertainment Spyglass Entertainment |
| Mon beau-père et nous | Little Fockers         | Paul Weitz           | DWP                 | Everyman Pictures Paramount Pictures Relativity Media Tribeca Productions Universal Pictures                                 |
| True Grit             | True Grit              | Joel et Ethan Coen   | DWP                 | Mike Zoss Productions Paramount Pictures Scott Rudin Productions Skydance Media                                              |

#### 2011
| Titre français                                    | Titre original                 | Réalisateur      | Sociétés DreamWorks | Autres sociétés de production |
| ------------------------------------------------- | ------------------------------ | ---------------- | ------------------- | --- |
| Sex Friends                                       | No Strings Attached            | Ivan Reitman     | DWP                 | Cold Spring Pictures Handsomecharlie Films Katalyst Films The Montecito Picture Company Paramount Pictures Spyglass Entertainment                                             |
| Numéro Quatre                                     | I Am Number Four               | D. J. Caruso     | DWP                 | Bay Films Reliance Big Entertainment Touchstone Pictures |
| Transformers 3 : La Face cachée de la Lune        | Transformers: Dark of the Moon | Michael Bay      | DWP                 | Di Bonaventura Pictures Hasbro Paramount Pictures Tom DeSanto/Don Murphy Production                                                                                           |
| Cowboys et Envahisseurs                           | Cowboys & Aliens               | Jon Favreau      | DWP                 | Fairview Entertainment Imagine Entertainment K/O Camera Toys K/O Paper Products Platinum Studios Relativity Media Reliance Entertainment Universal Pictures                   |
| La Couleur des sentiments                         | The Help                       | Tate Taylor      | DWP                 | 1492 Pictures Harbinger Pictures Imagenation Abu Dhabi Participant Reliance Entertainment Reliance Film                                                                       |
| Fright Night                                      | Fright Night                   | Craig Gillespie  | DWP                 | Carolco Films Gaeta / Rosenzweig Films Michael De Luca Productions Reliance Entertainment Touchstone Pictures                                                                 |
| Real Steel                                        | Real Steel                     | Shawn Levy       | DWP                 | 21 Laps Entertainment Angry Films ImageMovers Reliance Entertainment Touchstone Pictures                                                                                      |
| Les Aventures de Tintin : Le Secret de La Licorne | The Adventures of Tintin       | Steven Spielberg | DWP                 | Amblin Entertainment Columbia Pictures Hemisphere Media Capital The Kennedy/Marshall Company Nickelodeon Animation Studio Nickelodeon Movies Paramount Pictures WingNut Films |
| Cheval de guerre                                  | War Horse                      | Steven Spielberg | DWP                 | Amblin Entertainment The Kennedy/Marshall Company Reliance Entertainment Touchstone Pictures                                                                                  |

#### 2012
| Titre français      | Titre original   | Réalisateur      | Sociétés DreamWorks | Autres sociétés de production |
| ------------------- | ---------------- | ---------------- | ------------------- | --- |
| Mille Mots          | A Thousand Words | Brian Robbins    | DWP                 | Saturn Films Varsity Pictures Work After Midnight Films                                                                                           |
| Des gens comme nous | People Like Us   | Alex Kurtzman    | DWP                 | Hemisphere Media Capital Kurtzman Orci Paper Products (en) Reliance Entertainment Touchstone Pictures                                             |
| Lincoln             | Lincoln          | Steven Spielberg | DWP                 | Amblin Entertainment Dune Entertainment The Kennedy/Marshall Company Participant Reliance Entertainment Touchstone Pictures Twentieth Century Fox |

#### 2013
| Titre français       | Titre original   | Réalisateur | Sociétés DreamWorks | Autres sociétés de production                                                       |
| -------------------- | ---------------- | ----------- | ------------------- | ----------------------------------------------------------------------------------- |
| Le Cinquième Pouvoir | The Fifth Estate | Bill Condon | DWP                 | Anonymous Content FBO Participant Touchstone Pictures Reliance Entertainment Umedia |
| Delivery Man         | Delivery Man     | Ken Scott   | DWP                 | Reliance Entertainment Touchstone Pictures                                          |

#### 2014
| Titre français          | Titre original           | Réalisateur     | Sociétés DreamWorks | Autres sociétés de production |
| ----------------------- | ------------------------ | --------------- | ------------------- | --- |
| Need for Speed          | Need for Speed           | Scott Waugh     | DWP                 | Bandito Brothers Electronic Arts Reliance Entertainment Touchstone Pictures                                                                 |
| Les Recettes du bonheur | The Hundred-Foot Journey | Lasse Hallström | DWP                 | Amblin Entertainment Harpo Films Imagenation Abu Dhabi FZ India Take One Productions Participant Reliance Entertainment Touchstone Pictures |

#### 2015
| Titre français      | Titre original  | Réalisateur      | Sociétés DreamWorks | Autres sociétés de production |
| ------------------- | --------------- | ---------------- | ------------------- | --- |
| Le Pont des espions | Bridge of Spies | Steven Spielberg | DWP                 | Amblin Entertainment Fox 2000 Pictures Marc Platt Productions Participant Touchstone Pictures TSG Entertainment Reliance Entertainment Studios de Babelsberg |

#### 2016
| Titre français            | Titre original           | Réalisateur            | Sociétés DreamWorks | Autres sociétés de production |
| ------------------------- | ------------------------ | ---------------------- | ------------------- | --- |
| Le Bon Gros Géant         | The BFG                  | Steven Spielberg       | DWP                 | Amblin Entertainment The Kennedy/Marshall Company Reliance Entertainment Walden Media Walt Disney Pictures                             |
| Une vie entre deux océans | The Light Between Oceans | Derek Cianfrance       | DWP                 | CMC Entertainment Film Otago Southland Heyday Films LBO Productions Lotterywest Participant Reliance Entertainment Touchstone Pictures |
| La Fille du train         | The Girl on the Train    | Tate Taylor            | DWP                 | Amblin Partners Marc Platt Productions Reliance Entertainment                                                                          |
| Joyeux Bordel !           | Office Christmas Party   | Josh Gordon Will Speck | DWP                 | Amblin Partners Bluegrass Films Reliance Entertainment                                                                                 |

#### 2017
| Titre français             | Titre original             | Réalisateur      | Sociétés DreamWorks | Autres sociétés de production |
| -------------------------- | -------------------------- | ---------------- | ------------------- | --- |
| Ghost in the Shell         | Ghost in the Shell         | Rupert Sanders   | DWP                 | Amblin Partners Arad Productions Huahua Media Paramount Pictures Reliance Entertainment Seaside Entertainment Shanghai Film Group Steven Paul Production Weying Galaxy Entertainment |
| Thank You for Your Service | Thank You for Your Service | Jason Hall       | DWP                 | Dune Films Reliance Entertainment |
| Pentagon Papers            | The Post                   | Steven Spielberg | DWP                 | Amblin Entertainment Participant Pascal Pictures Reliance Entertainment Star Thrower Entertainment TSG Entertainment Twentieth Century Fox                                           |

#### 2018
| Titre français                           | Titre original      | Réalisateur     | Sociétés DreamWorks | Autres sociétés de production |
| ---------------------------------------- | ------------------- | --------------- | ------------------- | --- |
| First Man : Le Premier Homme sur la Lune | First Man           | Damien Chazelle | DWP                 | Amblin Entertainment Dentsu Fuji Television Network Perfect World Pictures (en) Temple Hill Entertainment Universal Pictures                 |
| Green Book : Sur les routes du Sud       | Green Book          | Peter Farrelly  | DWP                 | Alibaba Pictures Group Amblin Partners Cinetic Media Innisfree Pictures Louisiana Entertainment Nova Media Participant Wessler Entertainment |
| Bienvenue à Marwen                       | Welcome to Marwen   | Robert Zemeckis | DWP                 | Dentsu Fuji Television Network ImageMovers Perfect World Pictures (en) Universal Pictures                                                    |
| Une femme d'exception                    | On the Basis of Sex | Mimi Leder      | DWP                 | Alibaba Pictures Group Participant Robert Cort Productions                                                                                   |

#### 2019
| Titre français | Titre original | Réalisateur  | Sociétés DreamWorks | Autres sociétés de production                                                                           |
| -------------- | -------------- | ------------ | ------------------- | --- |
| Captive State  | Captive State  | Rupert Wyatt | DWP                 | Amblin Partners Lightfuse & Gettaway Participant                                                        |
| 1917           | 1917           | Sam Mendes   | DWP                 | Amblin Partners Mogambo Neal Street Productions New Republic Pictures Nova Media Reliance Entertainment |

### Années 2020

#### 2020
| Titre français      | Titre original               | Réalisateur       | Sociétés DreamWorks | Autres sociétés de production |
| ------------------- | ---------------------------- | ----------------- | ------------------- | --- |
| The Turning         | The Turning                  | Floria Sigismondi | DWP                 | Chislehurst Entertainment Productions Reliance Entertainment Vertigo Entertainment |
| Les Sept de Chicago | (The Trial of the Chicago 7) | Aaron Sorkin      | DWP                 | Amblin Partners Aperture Media Partners CAA Media Finance Cross Creek Pictures Double Infinity Productions Kodiak Pictures MadRiver Pictures Marc Platt Productions Paramount Pictures Reliance Entertainment Rocket Science ShivHans Pictures |

#### 2021
| Titre français | Titre original | Réalisateur        | Sociétés DreamWorks | Autres sociétés de production                                            |
| -------------- | -------------- | ------------------ | ------------------- | ------------------------------------------------------------------------ |
| Oslo           | Oslo           | Bartlett Sher (en) | DWP                 | Bold Films Location HQ Marc Platt Productions Pakt Media Stillking Films |
| Stillwater     | Stillwater     | Tom McCarthy       | DWP                 | 3dot productions Amblin Partners Anonymous Content Participant Slow Pony |

#### 2022
| Titre français | Titre original | Réalisateur                    | Sociétés DreamWorks | Autres sociétés de production                                                                                            |
| -------------- | -------------- | ------------------------------ | ------------------- | --- |
| Easter Sunday  | Easter Sunday  | Jay Chandrasekhar              | DWP                 | Amblin Partners RideBack Universal Pictures                                                                              |
| The Good House | The Good House | Maya Forbes Wallace Wolodarsky | DWP                 | Amblin Partners Faliro House Productions FilmNation Entertainment Participant Reliance Entertainment Tribeca Productions |

#### 2023
| Titre français               | Titre original                 | Réalisateur   | Sociétés DreamWorks | Autres sociétés de production |
| ---------------------------- | ------------------------------ | ------------- | ------------------- | --- |
| Le Dernier Voyage du Demeter | The Last Voyage of the Demeter | André Øvredal | DWP                 | Amblin Partners New Republic Pictures Phoenix Pictures Reliance Entertainment Storyworks Productions Studios de Babelsberg Wise Owl Media |

#### 2024
| Titre français | Titre original | Réalisateur            | Sociétés DreamWorks | Autres sociétés de production |
| -------------- | -------------- | ---------------------- | ------------------- | --- |
| Long Distance  | Distant        | Josh Gordon Will Speck | DWP                 | Amblin Partners Automatik Entertainment Mid Atlantic Films Reliance Entertainment Six Foot Turkey Productions Universal Pictures |
| Carry-On       | Carry-On       | Jaume Collet-Serra     | DWP                 | Amblin Partners Cobalt Blue 1802 Dylan Clark Productions                                                                         |

#### A venir
| Titre français                    | Titre original                    | Réalisateur      | Sociétés DreamWorks | Autres sociétés de production               |
| --------------------------------- | --------------------------------- | ---------------- | ------------------- | ------------------------------------------- |
| The Kidnapping of Edgardo Mortara | The Kidnapping of Edgardo Mortara | Steven Spielberg | DWP                 | Amblin Entertainment Marc Platt Productions |